# Gnaeus Munatius Aurelius Bassus

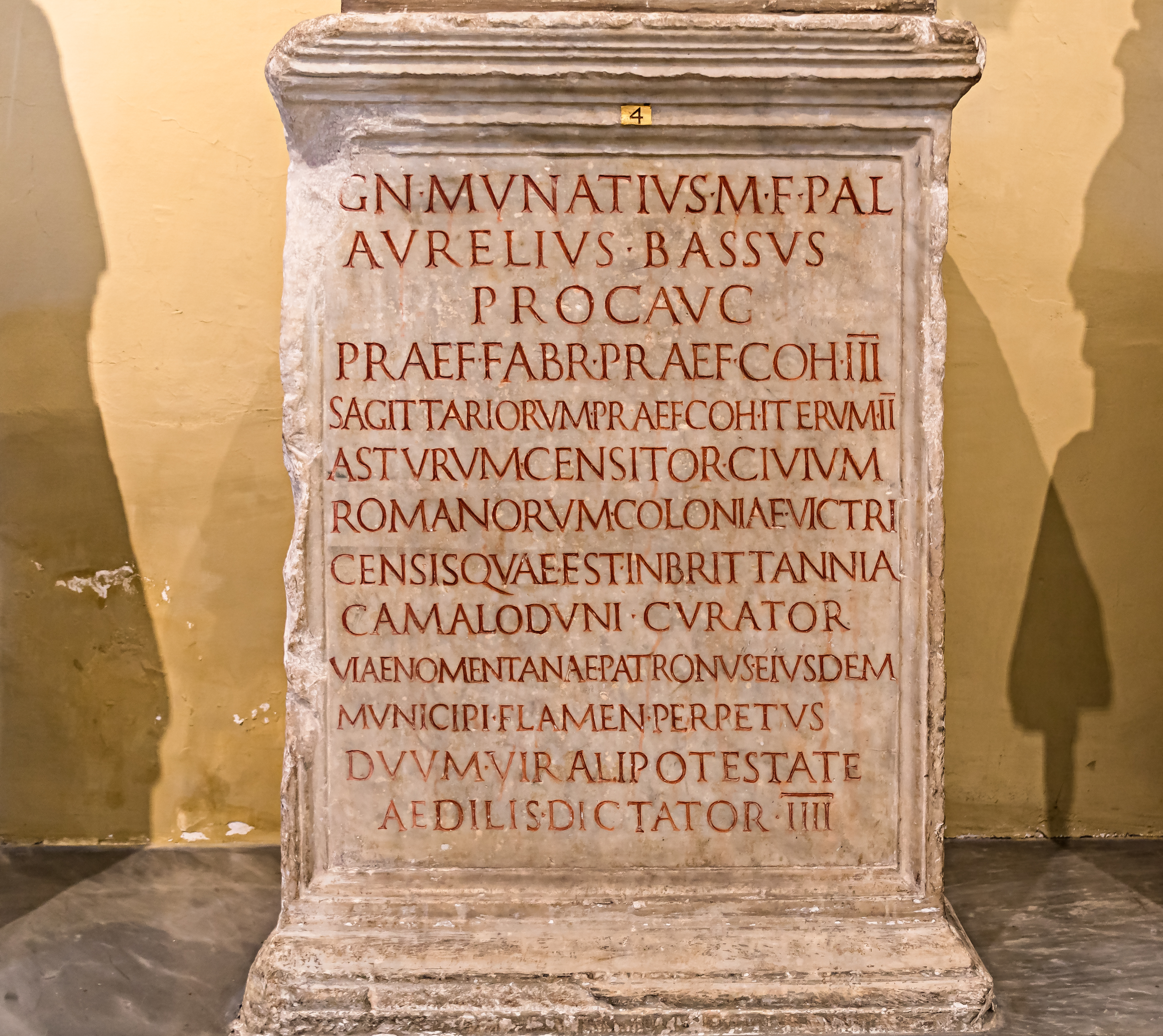
Die Inschrift

Gnaeus Munatius Aurelius Bassus (vollständige Namensform Gnaeus Munatius Marci filius Palatina Aurelius Bassus) war ein im 2. Jahrhundert n. Chr. lebender Angehöriger des römischen Ritterstandes (Eques). Durch eine Inschrift, sind einzelne Stationen seiner Laufbahn bekannt.
Bassus war zunächst Praefectus fabrum. Im Anschluss daran übte er zwei militärische Kommandos aus. Er war zunächst Präfekt der Cohors III Sagittariorum, die in der Provinz Galatia et Cappadocia stationiert war und danach Präfekt der Cohors II Asturum, die in der Provinz Britannia stationiert war.
Durch den Statthalter der Provinz Britannia wurde Bassus mit der Durchführung eines Census der römischen Bürger, die in der Colonia Victricensis (Camulodunum) lebten, beauftragt. Danach wurde er vom Kaiser als curator der Via Nomentana eingesetzt; dieser Posten war vermutlich mit einem Jahreseinkommen von 100.000 Sesterzen verbunden.
Bassus war in der Tribus Palatina eingeschrieben. Er stammte aus Nomentum, wo er auch Patron und flamen perpetuus war.

## Curator viae Nomentanae
Laut Hans-Georg Pflaum bezieht sich Procurator Augusti, das in der Inschrift hervorgehoben ist, auf den Posten des curator viae Nomentanae; dies ist das einzige bekannte Beispiel, dass ein für eine Straße zuständiger curator in dieser Funktion zugleich Procurator Augusti war. Laut Pflaum übernahm der Kaiser die Kosten für die Instandsetzung der Via Nomentana und beauftragte daher einen der Honoratioren in Nomentum, der ihm für die ordnungsgemäße Verwendung der Gelder verantwortlich war.

## Datierung
Die Inschrift wird bei der EDCS auf 101/170 datiert.